# Trekkie

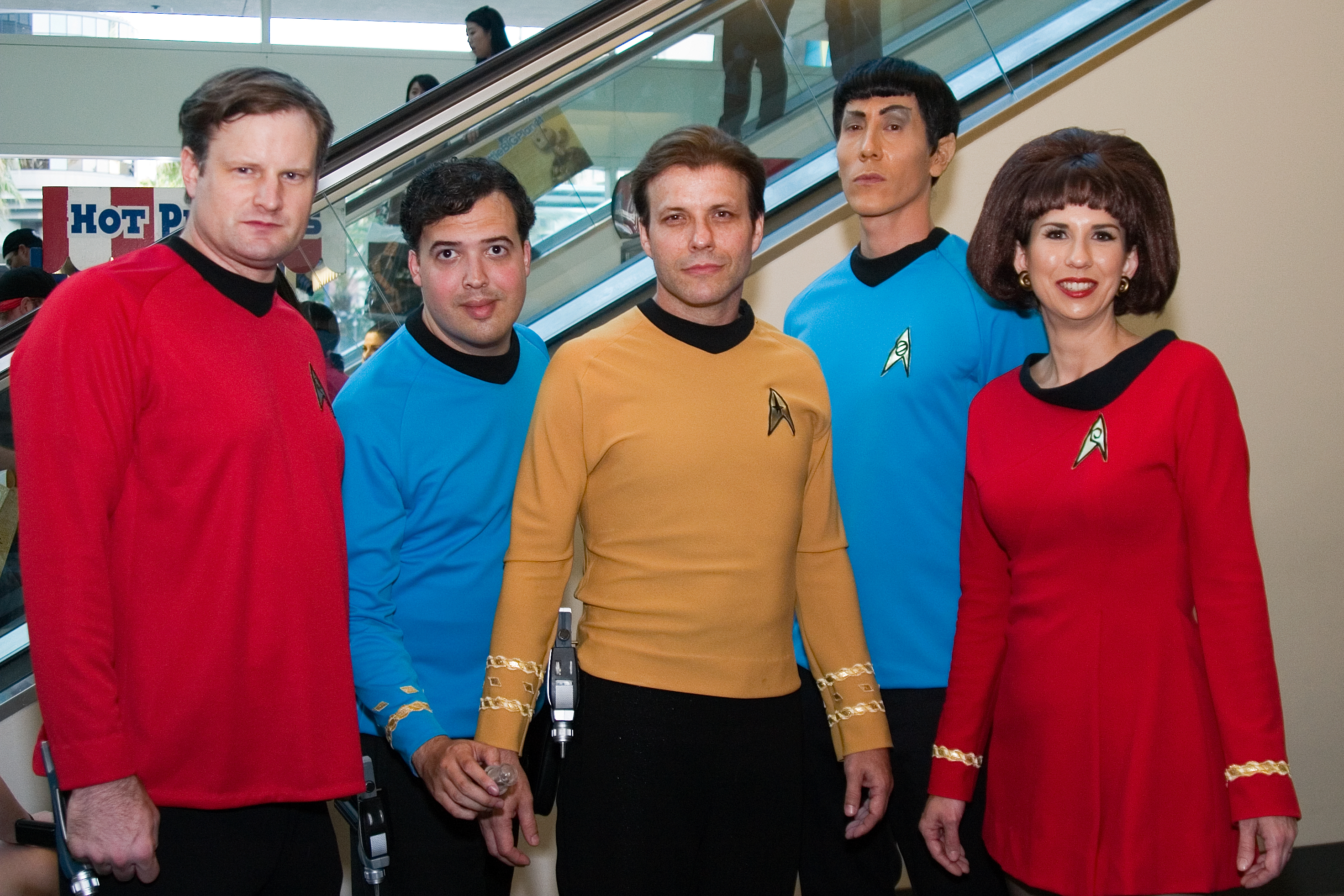
Trekkie con costumi della serie classica di Star Trek al San Diego Comic-Con International del 2008

I termini trekkie e trekker sono neologismi con cui si indicano i fan delle serie televisive fantascientifiche di Star Trek.

## Utilizzo del termine
La parola trekkie non è però gradita a molti dei fan stessi, che la ritengono leggermente denigratoria (probabilmente a causa di un'assonanza con il termine groupie), e che quindi tendono a preferire la variante trekker.

## Storia

### Italia

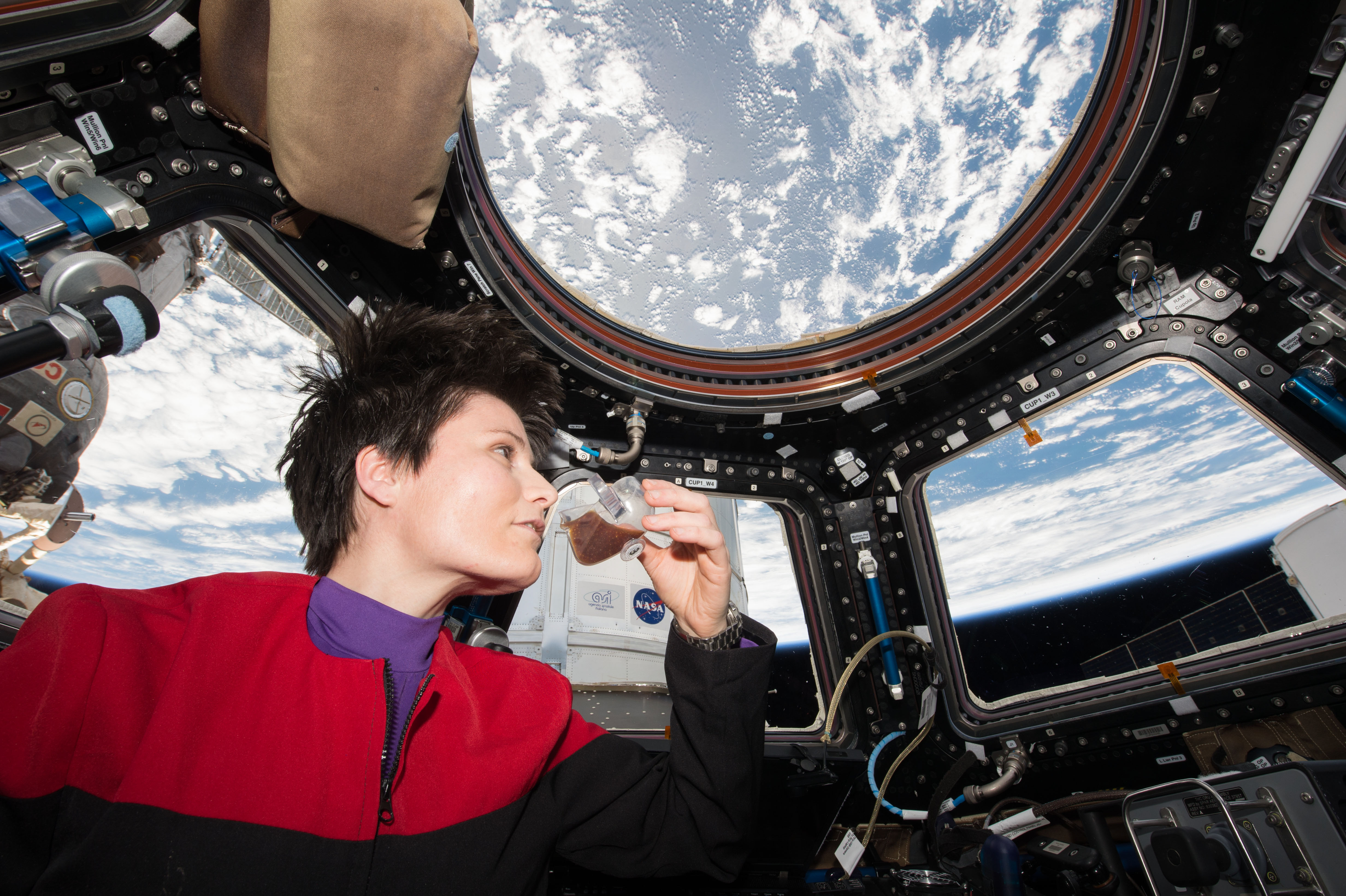
ISS-43 Samantha Cristoforetti beve caffè nella Cupola mentre indossa la sua uniforme di Star Trek

In Italia il fandom trek si è organizzato, a partire dalla metà degli anni ottanta, in un club, lo STIC (Star Trek Italian Club - Alberto Lisiero) che, a partire dal 2001 ha assunto la qualifica di club ufficiale riconosciuto dalla Paramount (la società produttrice della serie).
Tra le attività del club vi è l'organizzazione annuale della convention nazionale dei trekker, la STICCON, che dal 1998 al 2016 ha avuto sede presso il Palacongressi di Bellaria.